# Heinrich Salomon Hoffmann
Heinrich Salomon Hoffmann (* 5. Mai 1794 in Fürth; † 8. Mai 1852 in Salzuflen) war ein deutscher Drogist und Unternehmer. Er gründete die Hoffmann’s Stärkefabriken, die sich innerhalb weniger Jahre zu einem weltweit tätigen Konzern entwickelten.

## Geschichte
Nach Aufenthalten in Nürnberg sowie Braunschweig ging Hoffmann 1824 als Drogist nach Magdeburg und gründete das Unternehmen Hoffmann & Haase, das 1840 in finanzielle Schwierigkeiten geriet. Hoffmann ging daraufhin nach Minden und später nach Neusalzwerk im Amt Rehme, wo er die Leitung einer chemischen Fabrik übernahm, die Badesalz aus der Mutterlauge eines Salzwerks herstellte.
Nachdem ihm der Salzufler Stadtverordnete Brüggemann 1849 auf die günstigen Verhältnisse für eine Fabrikgründung hingewiesen hatte, beantragte Hoffmann für sich und seine Frau Friederike Hoffmann geb. Peltz (1806–1882) das Salzufler Bürgerrecht. Er erwarb auf dem Kuhkamp vor dem Ostertor ein gut fünf Scheffelsaat (rund 8500 m²) großes Grundstück und begann im Januar 1850 mit dem Bau einer Kartoffelstärkefabrik.
Mit einem Arbeiter, Heinrich Bröker (1850–1899 im Unternehmen), einer Dampfmaschine von acht PS und einem Göpelpferd eröffnete er am 29. September 1850 den Betrieb.
Hoffmann selbst zog mit seiner Frau erst im Oktober 1850 nach Salzuflen.

„Salzuflen. Der Kaufmann Heinrich Salomo Hoffmann, früher in Rehme, jetzt allhier wohnhaft, hat beim hiesigen Stadtgerichte angezeigt, daß die eheliche Gütergemeinschaft zwischen ihm und seiner Frau bisher ausgeschlossen gewesen und auch künftighin ausgeschlossen bleiben solle.  /  Salzuflen den 8ten November 1850.  /  Das Stadtgericht. Gevekoht.“

Nach Einstellung sieben weiterer Arbeiter, Umstellung auf Weizenstärke und dem Bezug eines kleinen Wohnhauses am Fabrikgelände starb Hoffmann im Frühjahr des Jahres 1852.
Mit seiner Frau Friederike hatte er neun Kinder. Ihr ältester Sohn, Leberecht Fürchtegott (1827–1895), half dem neugegründeten Unternehmen mit wirtschaftlichen Ratschlägen und finanziellen Mitteln, Eduard (1832–1894) trat bereits 1850 in das Unternehmen ein und übernahm nach dem Tod des Vaters die Geschäftsführung.

„Salzuflen. Der früher in Magdeburg, seit 1850 hier wohnhaft gewesene Kaufmann Heinrich Salomo Hoffmann ist kürzlich mit Tode abgegangen. Von seiner hinterbliebenen Witwe ist beim hiesigen Gerichte erklärt: sie habe mit ihrem Manne nicht in Gütergemeinschaft gelebt, indeß demselben bis zu seinem Tode standesmäßige Alimente in natura zu verabreichen gehabt. Einige der ihrem verstorbenen Ehemanne als Alimente verabreichten Gegenstände seien von ihm nicht völlig verbraucht und daher durch dessen Tod an sie zurückgefallen. Da ihr daran gelegen sei, zu wissen, daß das Eigenthum an diesen Sachen ihr von Dritten nicht streitig gemacht und damit nicht etwa in der Benutzung jener Gegenstände durch sie eine pro herede gestio gefunden werden könne, so habe sie vorgezogen, dieselben nicht eher in Gebrauch zu nehmen und darüber zu disponieren, als bis ihr Eigenthum an denselben als unbestritten feststehe.
Es wird bemerkt, daß unterm 7. November 1850, kurze Zeit nach seiner Niederlassung hier von dem wail. H. S. Hoffmann hier dem Gericht angezeigt worden, daß die eheliche Gütergemeinschaft zwischen ihm und seiner Frau bisher ausgeschlossen gewesen und auch künftig ausgeschlossen bleiben solle, und daß zu einem hiesigen gerichtlichen Protocolle vom 31. December 1850 von den Eheleuten Hoffmann erklärt ist, daß er, der Ehemmann Hoffmann, überall kein Vermögen habe, und daß die Stärkefabrik, welche unter dem Namen der Ehefrau Hoffmann im hiesigen Hypothekenbuche eingetragen stehet, mit sämmtlichen darin befindlichen Gegenständen, so wie Alles, was an Geld und Geldeswerth von ihnen in hiesiges Land gebracht sei, zum Vermögen der Ehefrau Hoffmann gehöre, diese übrigens sich verbindlich gemacht habe ihrem Ehemanne auf Lebenszeit standesmäßige Alimente zu verabreichen.
Es sind die, nach Angabe der Witwe Hoffmann von ihrem Ehemanne hinterlassen, Sachen mit Ausnahme eines, augenblicklich nicht herbeizuschaffenden, Stücktheils gerichtlich verzeichnet, taxirt und unter Siegel gelegt. Es bestehen jene Sachen aus Kleidungsstücken, Betten und andern beweglichen Gegenständen, und beträgt die Taxe im Ganzen 73 Rthl. 14 Sgr. Auf Antrag der Witwe wail. Kaufmann H. S. Hoffmann hier werden Alle, welche aus irgend einem Grunde an die verzeichneten Nachlaß=Sachen Ansprüche glauben machen zu können, hiermit aufgefordert, solche binnen 9 Wochen, spätestens im Termine Dienstag den 14. September e., Morgens 11 Uhr, hier anzubringen und klar zu stellen, widrigenfalls sie damit präcludirt und die mehrerwähnten Sachen der Witwe Hoffmann als ihr Eigenthum zur freien Disposition gestellt werden sollen.
Die Bekanntmachung der demnächstigen Präclusion geschiehet nur durch Insertion in das Lipp. Regierungs= und Anzeigeblatt.
Salzuflen den 6. Juli 1852. / Das Stadtgericht.  Gevekoht.“

„Salzuflen. Da auf die Aufforderung im Proclam vom 6. Juli c. sich Niemand mit Ansprüchen an die von dem verstorbenen Kaufmann Heinrich Salomo Hoffmann hies. nachgelassenen Sachen gemeldet hat, so ist die angedrohete Präclusion erkannt und sind die fraglichen Sachen der Witwe des Kaufmann Heinr. Salomo Hoffmann hier als ihr Eigenthum zur freien Disposition gestellt.
Salzuflen den 14. September 1852. / Das Stadtgericht.  Gevekoht.“